# دایان فون فورستنبرگ
دایان فون فورستنبرگ (متولد ۳۱ دسامبر ۱۹۴۶) طراح مد بلژیکی است.دایان ابتدا در سال ۱۹۶۹ هنگامی که با شاهزاده آلمانی خاندان فورستنبرگ به نام اگون فون فورستنبرگ ازدواج کرد، به شهرت رسید. پس از جدایی آن‌ها در سال ۱۹۷۲ و طلاق در سال ۱۹۸۳، دایان همچنان از نام خانوادگی همسر سابقش استفاده می‌کند.

## زندگی شخصی

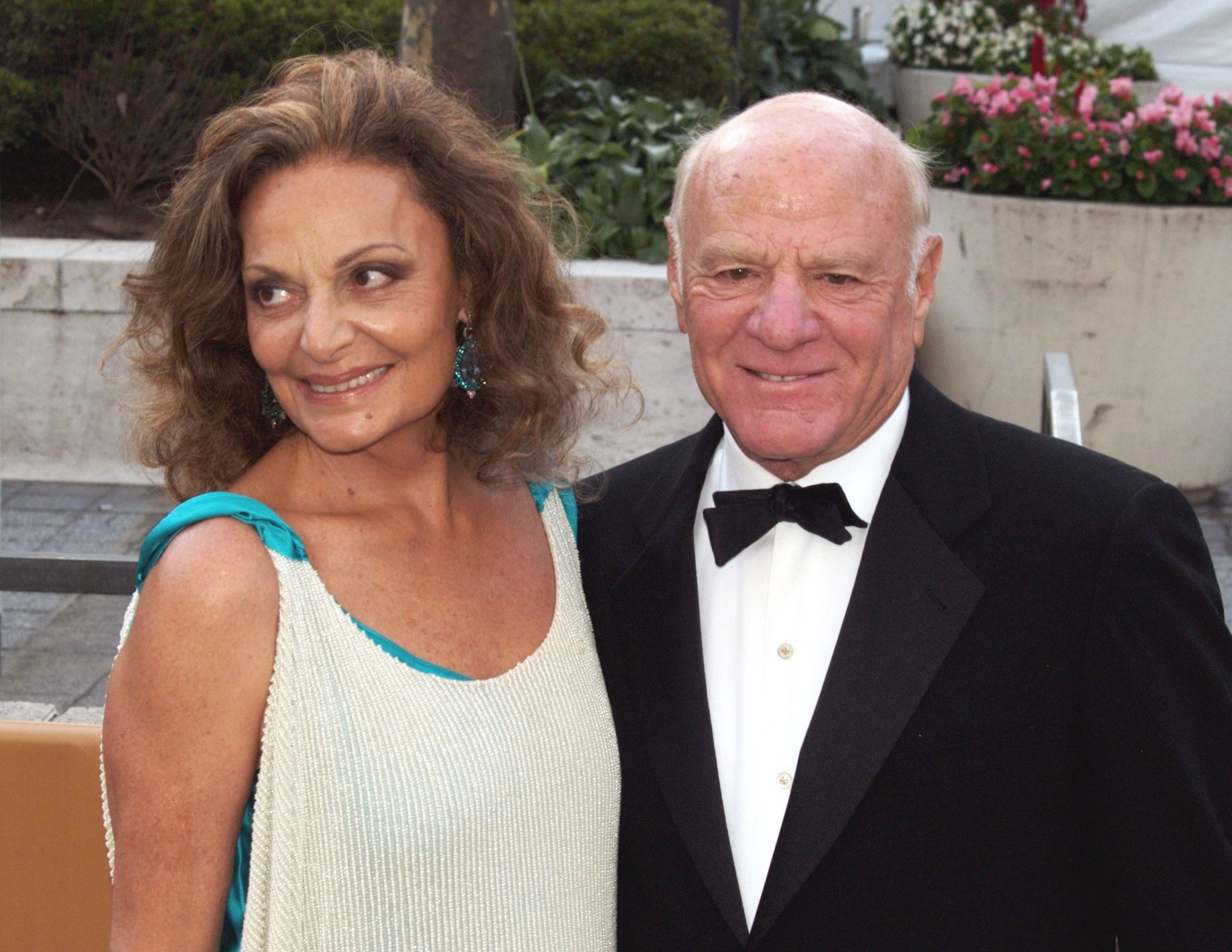
دایان فون فورستنبرگ به همراه همسرش در سال 2009

فورستنبرگ در دانشگاه، زمانی که ۱۸ ساله بود، با شاهزاده اگون فون فورستنبرگ، پسر بزرگ شاهزاده تاسیلو زو فورستنبرگ (۱۹۰۳–۱۹۸۷) و همسر اولش، کلارا آنیلی، وارث ثروت خودروسازی فیات، آشنا شد.